# Kejneaffären

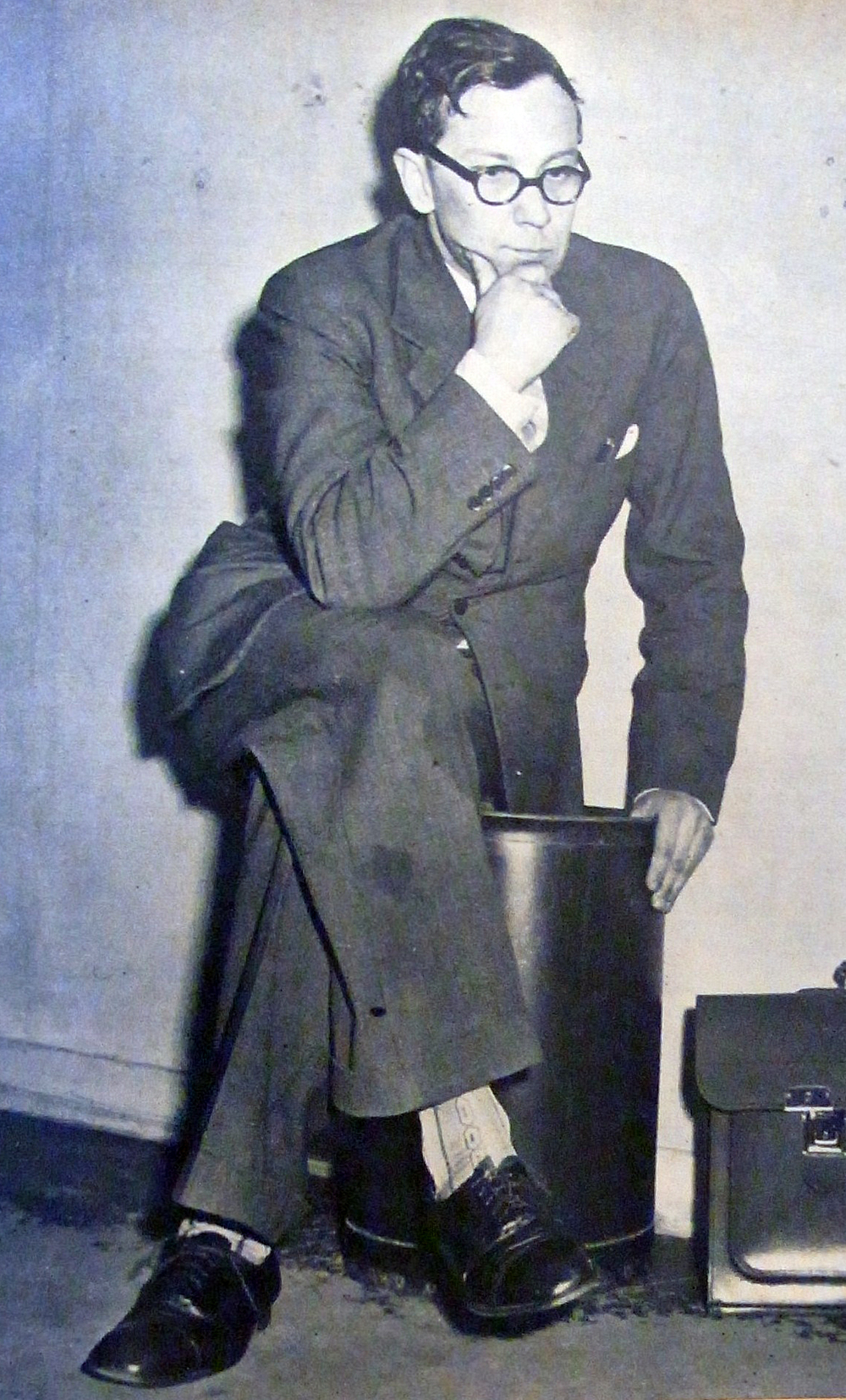
Karl-Erik Kejne.

Kejneaffären var den första och största av de så kallade rättsröteaffärerna under första hälften av 1950-talet. Den har fått sitt namn efter pastor Karl-Erik Kejne (1913–1960). Från våren 1950 framförde Kejne och hans meningsfränder anklagelser i media om att det i Stockholm fanns en ”homosexliga” som organiserade manlig prostitution och som skyddades av ett högt samhällsskikt. 
Påståendena fick stor uppmärksamhet och fick allvarliga konsekvenser för många som misstänkliggjorts. Anklagelserna kunde dock avfärdas 1951. Efter att författaren Vilhelm Moberg engagerat sig i saken på Kejnes sida ledde skandalen även till att Haijbyaffären uppmärksammades.

## Anklagelser mot Gösta Malmberg
En av dem som dömdes i samband med affären var lekmannapredikanten Gösta Malmberg (1905–1980), som i december 1950 mot sitt nekande dömdes för fellatio. Brottet skulle ha begåtts under 1946 med en man som vid tillfället stod under Malmbergs övervakning och alltså var i beroendeställning. Uppgifterna om mannens ålder vid tillfället varierar inom litteraturen. Enligt Kejne ska han ha varit minderårig, medan riksåklagare Maths Heuman angett att mannen var 20 år gammal.
Gösta Malmberg dömdes också för förtal av Kejne. Rättsprocessen och vittnets tillförlitlighet har ifrågasatts och historikern Ulf Hamilton har kallat rättegången för en skådeprocess.
Upprinnelsen till anklagelserna var enligt Kejne att en ung man sökt upp Kejne och hävdat att hans hyresvärd, Gösta Malmberg, försökt tvinga honom att tillsammans med andra delta i ett sexövergepp på en ung, drogad kvinna. Enligt andra uppgifter var upprinnelsen ett gräl mellan den berusade Malmberg och dennes inneboende, där den inneboende uppfattade ett hot om gruppvåldtäkt från Malmbergs ”Långholmsgossar”. Kejne och en vän till honom som var poliskonstapel hade samma natt hjälpt den inneboende att flytta ut från Malmbergs lägenhet, och även fått Malmberg att betala tillbaka hyra. Malmberg ansåg att deras tilltag utgjorde hemfridsbrott.
Kejne började undersöka Malmberg och hävdade att han funnit bevis för att denne hade för vana att sexuellt utnyttja de unga pojkar som bodde på ungdomshemmet. Även prostitution skulle ha förekommit, enligt Kejne.

## Anklagelser mot polisen
Kejne polisanmälde Malmberg för hemfridsbrott i form av nattlig telefonterror och för förtal. Omedelbart före rättegången mot Malmberg träffade han en 19-årig sjöman som berättade att han några månader tidigare följt med Kejne hem, och efter otukt med Kejne råkat glömma kvar en fällkniv i lägenheten. Sjömannen fick under polisbevakning telefonera med Kejne, och besöka honom. Kejne visade sig helt oförstående. Vid besöket fanns en journalist närvarande som tillsammans med Kejne följde efter ynglingen, och fick se att 19-åringen gick fram till en bil och talade med samma poliser som var satta att utreda Kejnes anmälan. Kejne och hans anhängare beskrev det inträffade som en ”polisfälla” som försökte utmåla honom som homosexuell ("knivfällan"). Den upprörda pressdebatten ledde till att regeringen tillsatte en medborgarkommission med framträdande samhällsmedborgare, Kejnekommissionen, under ledning av riksåklagaren.

## Anklagelser mot Nils Quensel
I samband med bildandet 1951 av en koalitionsregering mellan socialdemokraterna och bondeförbundet fick också konsultativa statsrådet och domaren Nils Quensel avgå ur regeringen. Quensel var bland annat ansvarig för kyrkofrågor i regeringen, och hade av Kejne anklagats för samröre med Malmberg. Enligt Kejne hade Quensel även utsatts för utpressning av en man som han skulle ha haft ett sadistiskt färgat homosexuellt förhållande med.
Enligt Kejne och hans anhängare skulle Quensel bland annat ha utnyttjat sina kontakter med polis och myndigheter för att få utpressaren placerad på mentalsjukhus. Anklagelsen kunde enligt Kejnekommissionen inte styrkas, men den relativt milda kritik som kommissionen riktade mot Quensels poliskontakter räckte för att han skulle avgå som minister. Till följd av Kejnekommissionens rapport, som ingående beskrivit anstötliga rykten om Quensel, blev denne en politisk belastning för regeringen.

## Anklagelser mot Kejnekommissionen och Stockholms biskop med flera
Parallellt med kommissionen bedrev Kejne och Moberg privatspaning eftersom de enligt egen utsago inte litade på kommissionen, vars sammansättning de också resultatlöst försökte påverka, bland annat genom att hävda att riksåklagaren och tre av de övriga kommissionsledamöterna i hemlighet skulle ha varit homosexuella. Dessa anklagelser tillbakavisades av justitiekanslern efter en särskild utredning. Något jäv kunde därmed inte anföras som grund för att spränga kommissionen.
Slutresultatet av undersökningarna blev att ingen av de makthavare som Kejne anklagat, bl.a. Quensel, fångvårdsdirektören Hardy Göransson och biskop Manfred Björkquist, kunde bindas till någon som helst brottslig verksamhet. Däremot visade det sig att flera av Kejnes uppgiftslämnare var dömda för olika brott.

## Följder av Kejneaffären
Kejnes strävanden att på rättslig väg få allmän acceptans för sin teori om ”existensen av ett mäktigt homosexuellt brödraskap som kan ha Sveriges öde i sina händer” misslyckades. Kejneaffären gjorde i stället att på den tiden ytterst känsliga frågor hamnade i samhällsdebattens centrum, såsom homosexualitet, anklagelser om sexuellt utnyttjande på ungdomshem och prostitution. Att de påstådda förövarna tillhörde samhällets övre skikt och sades ha utnyttjat sina kontakter med den politiska makten för att undslippa granskning gjorde inte saken mindre svårhanterlig.
Även om skandalen uppdagade att det fanns ett visst mått av korruption inom det svenska rättsväsendet, har man på senare tid visat på att den upprörda stämningen kring affärerna Kejne och Haijby också ledde till ett bakslag för de homosexuellas kamp för lika rättigheter. Homosexualitet avkriminaliserades i Sverige 1944, men affärerna och deras uppmärksamhet bidrog troligen till att toleransen för homosexualitet minskade i samhället. Saken hade också en politisk sida, som dock hamnat i skuggan av Kejnes uppenbara homofobi och har sällan diskuterats. Kejne var folkpartist, och det var i själva verket hans överordnade vid Stadsmissionen, pastorn och riksdagsmannen J.W. Johnsson, som förmedlade Kejnes version till den liberala pressen.

## Influenser
Birgitta Stenberg har i två böcker, Mikael och poeten (1956) och Apelsinmannen (1983), skildrat Kejne och kretsen kring honom och den man som utmålades som misstänkt för att ha försökt förgifta pastor Kejne med en förgiftad apelsin, ett förmodat mordförsök som fick beteckningen "apelsinsaken". Stenbergs skildring är delvis självbiografisk, delvis fiktiv.